# Monuments and Melodies
Monuments and Melodies è il Greatest Hits degli Incubus uscito il 16 giugno 2009.

## Il disco
Contiene due dischi: il primo contiene 15 tracce, 13 delle quali già contenute nei CD Make Yourself, Morning View, A Crow Left of the Murder... e Light Grenades, mentre le due altre due sono inedite: Black Heart Inertia e Midnight Swim. Il secondo disco contiene invece rarità, versioni alternative di vecchie loro canzoni, pezzi di colonne sonore e canzoni mai pubblicate prima.
Il titolo dell'album è stato scelto dal titolo di una canzone che fu inclusa come B-side nel singolo Megalomaniac.

## Tracce
CD 1
1. Black Heart Inertia
2. Drive
3. Megalomaniac
4. Anna Molly
5. Love Hurts
6. Wish You Were Here
7. Warning
8. Stellar
9. Talk Shows on Mute
10. Pardon Me
11. Dig
12. Oil and Water
13. Are You In?
14. Nice to Know You
15. Midnight Swim

CD 2
1. Neither of Us Can See
2. Look Alive
3. While All The Vultures Feed
4. Pantomime
5. Anything
6. Punch Drunk
7. Admiration
8. Martini
9. A Certain Shade of Green (Acoustic)
10. Monuments and Melodies
11. Let's Go Crazy